# Rhododendron auriculatum
Rhododendron auriculatum  ist eine Pflanzenart aus der Gattung der Rhododendren (Rhododendron) in der Familie der Heidekrautgewächse (Ericaceae). Sie kommt nur in den chinesischen Provinzen nördliches Guizhou, westliches Hubei, südliches Shaanxi sowie östliches Sichuan vor.

## Beschreibung

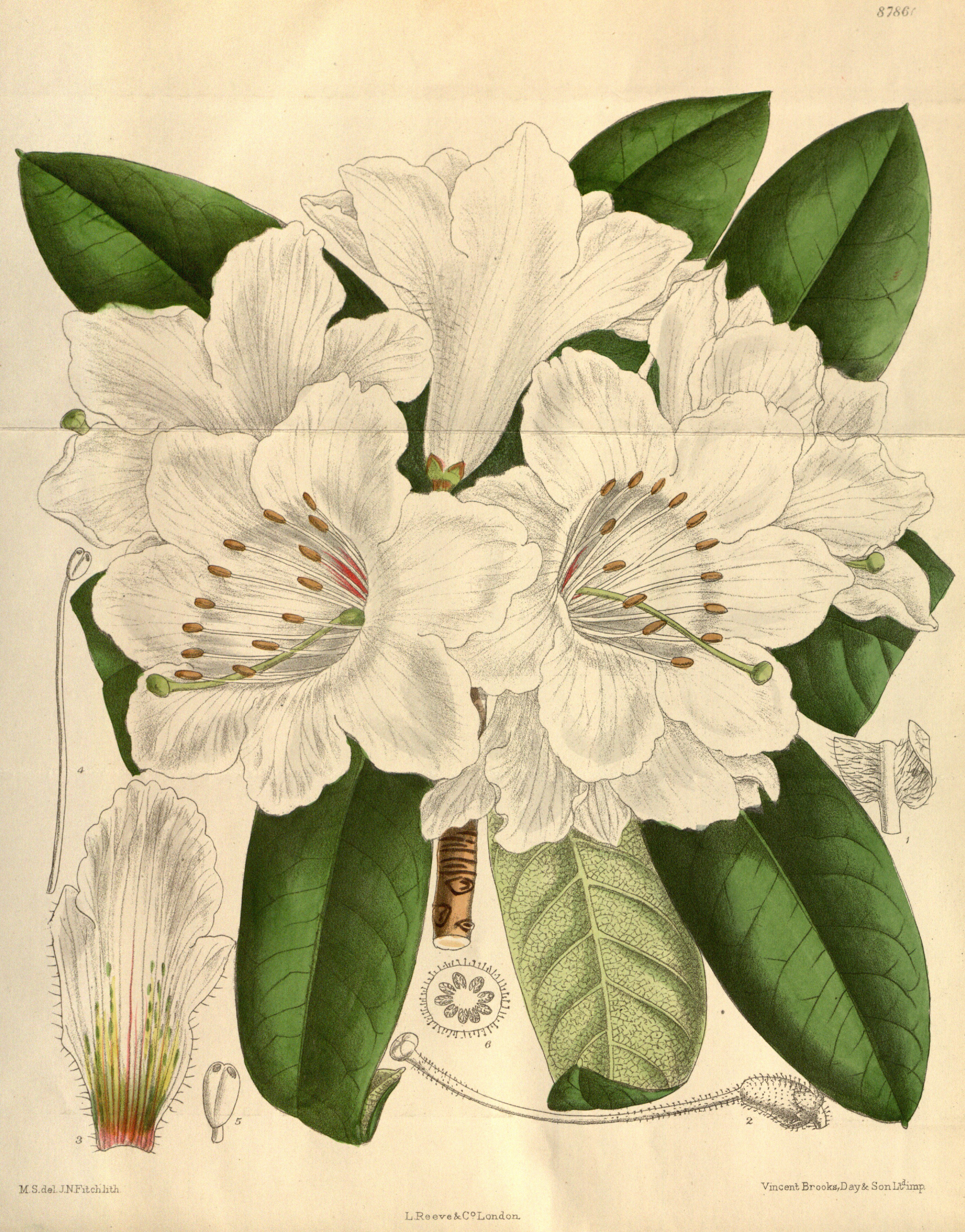
Illustration aus Curtis’s Botanical Magazine, Volume 145 (= Series 4, Volume 15), Tafel 8786

### Erscheinungsbild und Laubblatt
Rhododendron auriculatum wächst als immergrüner Strauch oder kleiner Baum, der Wuchshöhen von 5 bis 10 Metern erreichen kann. Die Borke ist gräulich. Die Rinde junger Zweige ist dicht drüsig-borstig behaart (Indument), während ältere Äste kahl sind. Bei den mit einer Länge von 3,5 bis 5,5 Zentimetern länglich-kegelförmigen Blattknospen sind die äußeren Knospenschuppen bei einer Länge von etwa 3,5 Zentimetern schmal mit spitz zulaufenden oberen Ende und kahl.
Die wechselständig an den Zweigen angeordneten Laubblätter sind in Blattstiel und Blattspreite gegliedert. Der dicht drüsig behaarte (Trichome), kräftige Blattstiel ist 1,8 bis 3 Zentimeter lang. Die einfache, ledrige Blattspreite ist mit einer Länge von 9 bis 12 Zentimetern und einer Breite von 3 bis 6,5 Zentimetern länglich-elliptisch, länglich-lanzettlich oder verkehrt-lanzettlich mit gerundeter oder geöhrter, ungleichmäßiger Spreitenbasis und stumpfem, scharf zugespitztem oberen Ende. Der knorpelige Blattrand ist drüsig-bewimpert. Die Blattoberseite ist kahl sowie grün und die blass-grüne Blattunterseite ist zottigen Trichomen mit drüsigen Spitzen bedeckt, vor allem entlang der Mittelrippe und der Hauptnerven aufweist. Auf jeder Seite der auf der Blattunterseite erhabenen und auf der Blattoberseite eingesenkten Mittelrippe befinden sich 10 bis 11 Seitennerven.

### Blütenstand und Blüte
Die Blütezeit erstreckt sich von Juli bis August. Der endständige, lockere, doldentraubige Blütenstand besitzt eine 2 bis 3 Zentimeter lange, drüsig behaarte Rhachis und enthält 7 bis 15 Blüten. Der dicht drüsig behaarte Blütenstiel ist 2 bis 3 Zentimeter lang.
Die zwittrigen Blüten sind radiärsymmetrisch und siebenzählig mit doppelter Blütenhülle. Die häutigen Kelchblätter sind zu einem bei einer Länge von 2 bis 4 Millimetern relativ kurzen, gewellten Kelch verwachsen. Die sieben 6 bis 10 Zentimeter langen Kronblätter sind trichterförmig verwachsen und weisen auf der Innenseite eine drüsige Behaarung auf. Die duftenden Kronblätter sind weiß, creme- bis rosafarben. Die 14 bis 16 Staubblätter sind meist 2,5 bis 3,4, selten bis zu 4 Zentimeter lang. Die schlanken Staubfäden sind kahl. Der mit einer Länge von etwa 6 Millimeter eiförmige, achtkammerige Fruchtknoten ist dicht drüsig behaart und achtfach-gefächert. Der kräftige, kahle Griffel ist etwa 3 Zentimeter lang und zum oberen Ende hin drüsig.

### Frucht
Die bei Reife mit einer Länge von 3 bis 4 Zentimeter gebogenen, zylindrischen Kapselfrüchte sind deutlich gerippt. Die Früchte reifen von September bis Oktober.

## Vorkommen
Das natürliche Verbreitungsgebiet von Rhododendron auriculatum umfasst nur die chinesischen Provinzen nördliches Guizhou, westliches Hubei, südliches Shaanxi sowie östliches Sichuan.
Rhododendron auriculatum gedeiht in Wäldern, in Tälern und an Berghängen in Höhenlagen von 600 bis 2000 Metern vor.

## Systematik
Die Erstbeschreibung von Rhododendron auriculatum erfolgte 1889 durch William Botting Hemsley in Francis Blackwell Forbes und William Botting Hemsley: Journal of the Linnean Society, Botany, Volume 26 (173), Seite 20. Das Artepitheton auriculatum bedeutet geöhrt und bezieht sich auf die geöhrte Spreitenbasis. Das Typusmaterial wurde durch Augustine Henry im Distrikt Patungt in der chinesischen Provinz Hubei gesammelt und mit den Sammelnummern A. Henry 513 sowie 5029 im Herbarium des Royal Botanic Gardens Kew hinterlegt.
Rhododendron auriculatum gehört zur Untersektion Auriculata in der Untergattung Hymenanthes innerhalb der Gattung Rhododendron.